# 左營豐穀宮
左營豐穀宮，位於高雄市左營區，主祀神農大帝和天上聖母，是左營地區居民相當重要的信仰中心之一，香火鼎盛，同時也是鳳邑舊城城隍廟興隆內外里十三公廟之一。

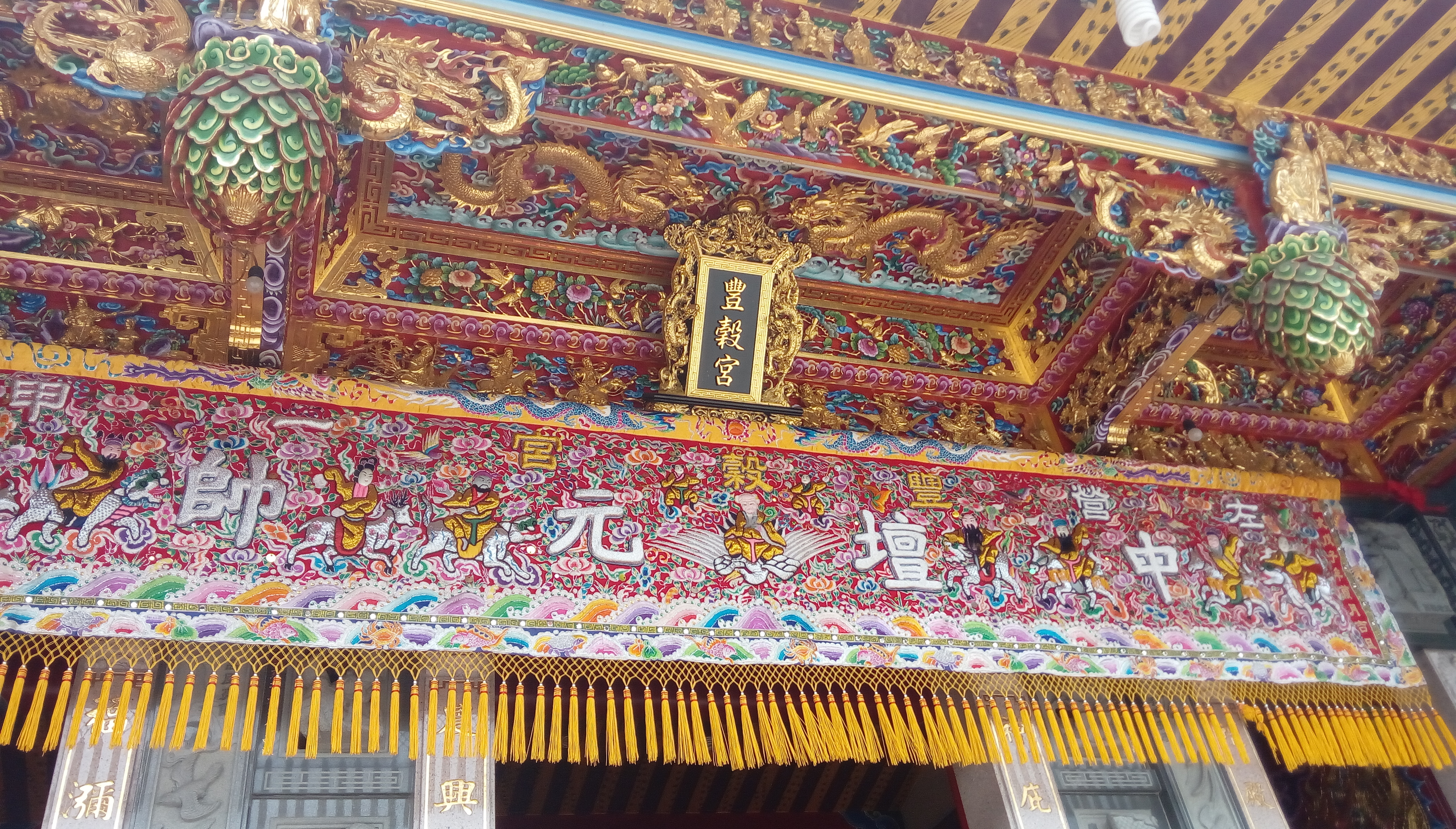
高雄左營豐穀宮廟匾和八仙彩

## 歷史

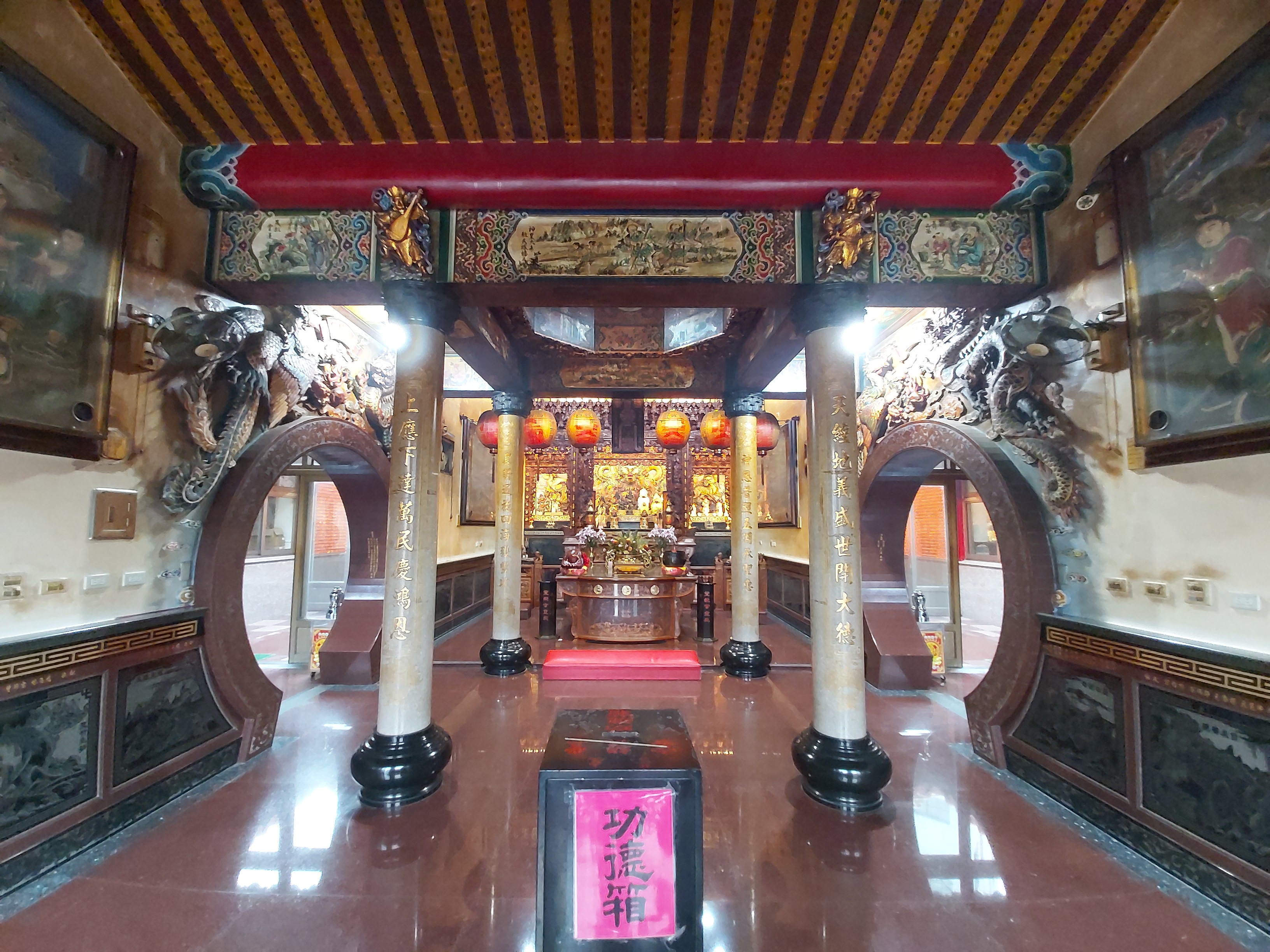
正殿室內

某一次城隍爺遶境到左營東門舊巷的時候，有一名信徒交付一尊清代官方祭祀的神農大帝神像，當時舊城城隍廟信徒不知該如何處理這尊神農大帝，因此到左營元帝廟請示北極玄天上帝，上帝公指示，將神農大帝請到元帝廟奉祀，後來信眾覺得不妥，認為一廟不能奉祀二帝，因此將神農大帝請到檨仔園，並搭建草寮奉祀。昭和二十年（1945年）日軍戰情逐漸失利，民間信仰逐漸熱絡起來，有信徒建議蓋新廟來供奉神農大帝，於是於現址開始動土興建廟宇，民國35年（1946年）完工落成。民國97年重建，民國100年完工入火安座，並於民國106年（2017年）農曆六月初八（公曆七月一日）舉行靈寶慶成謝土科儀。

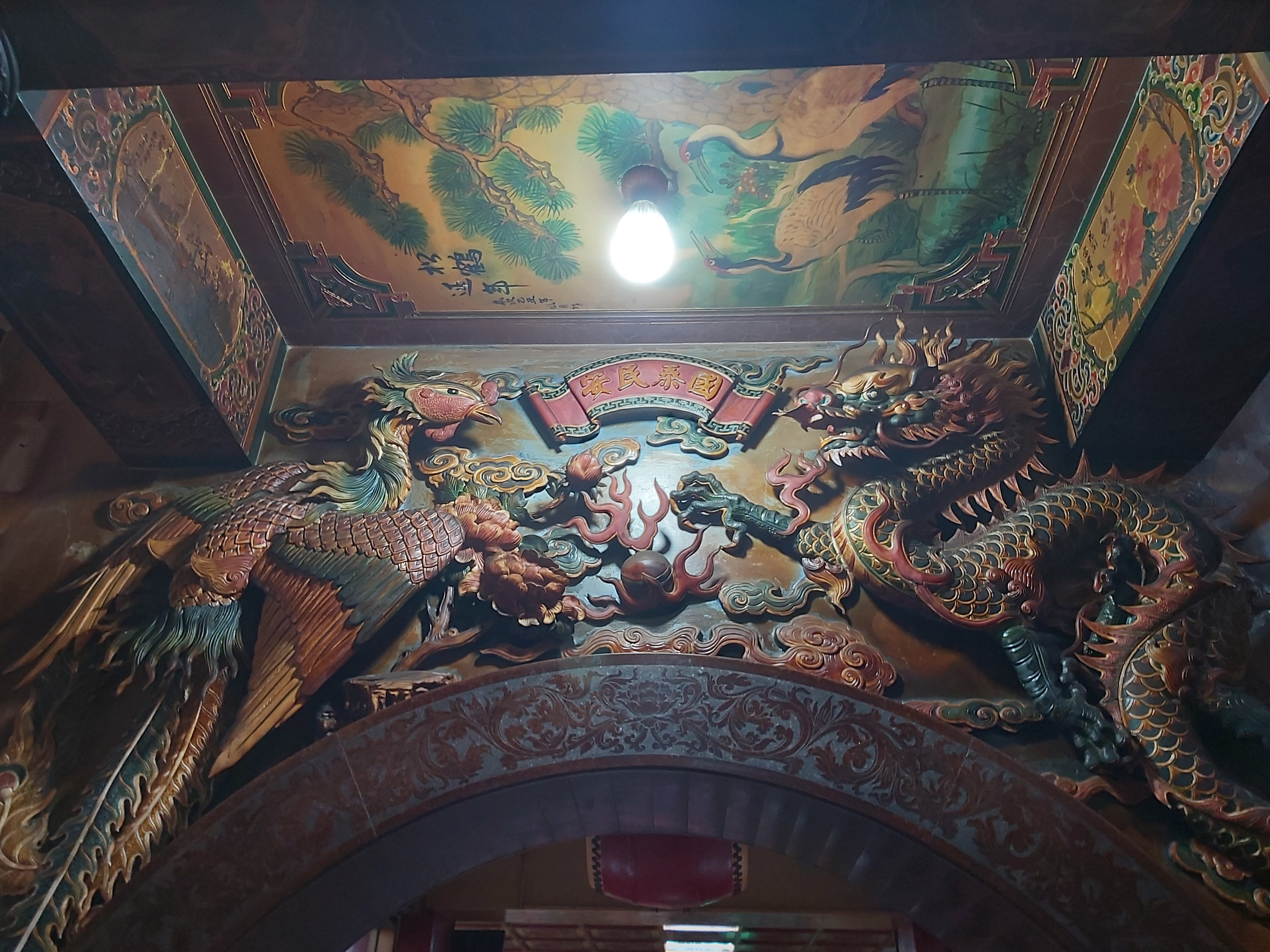
龍鳳雕塑
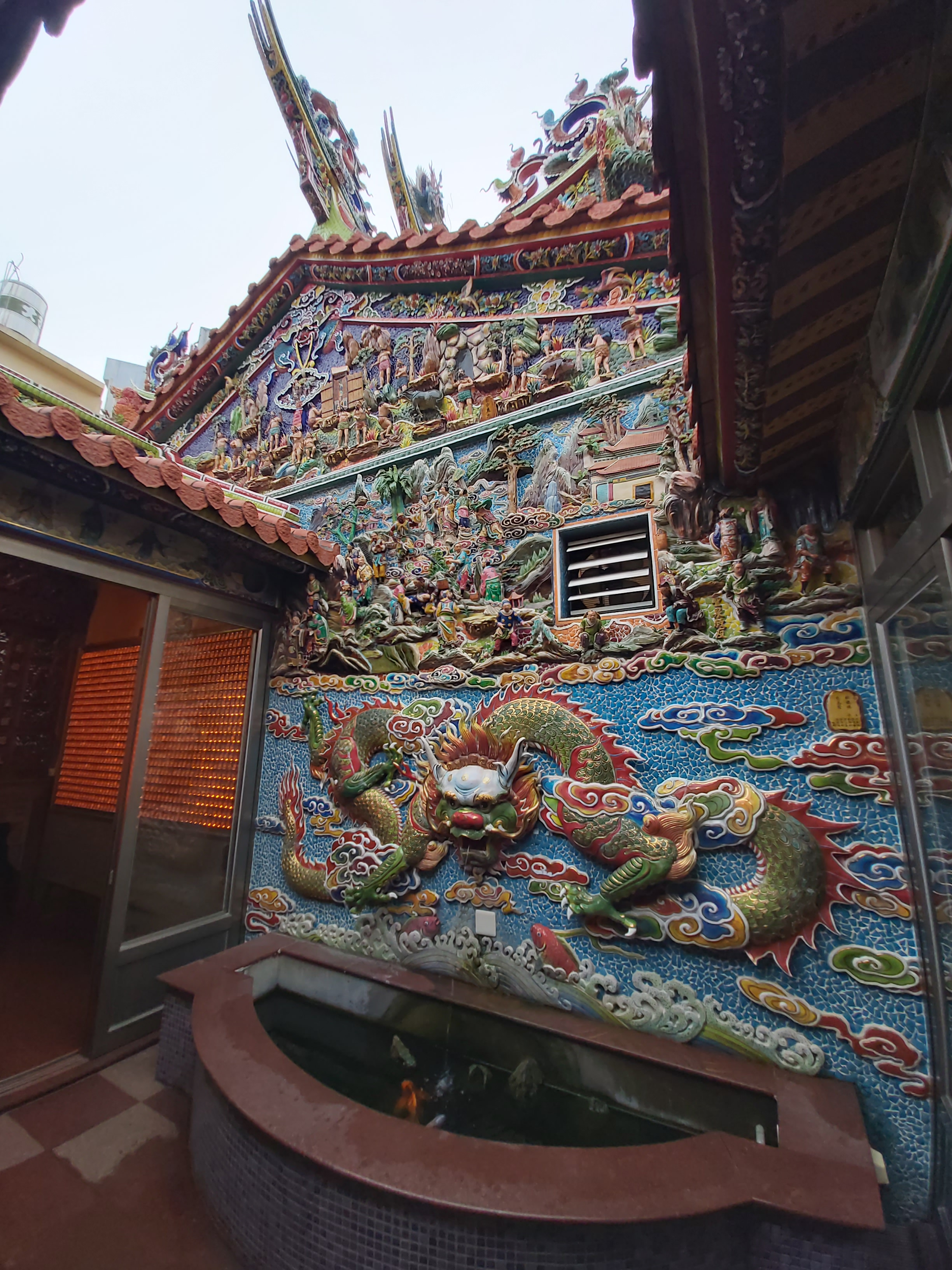
交趾陶藝
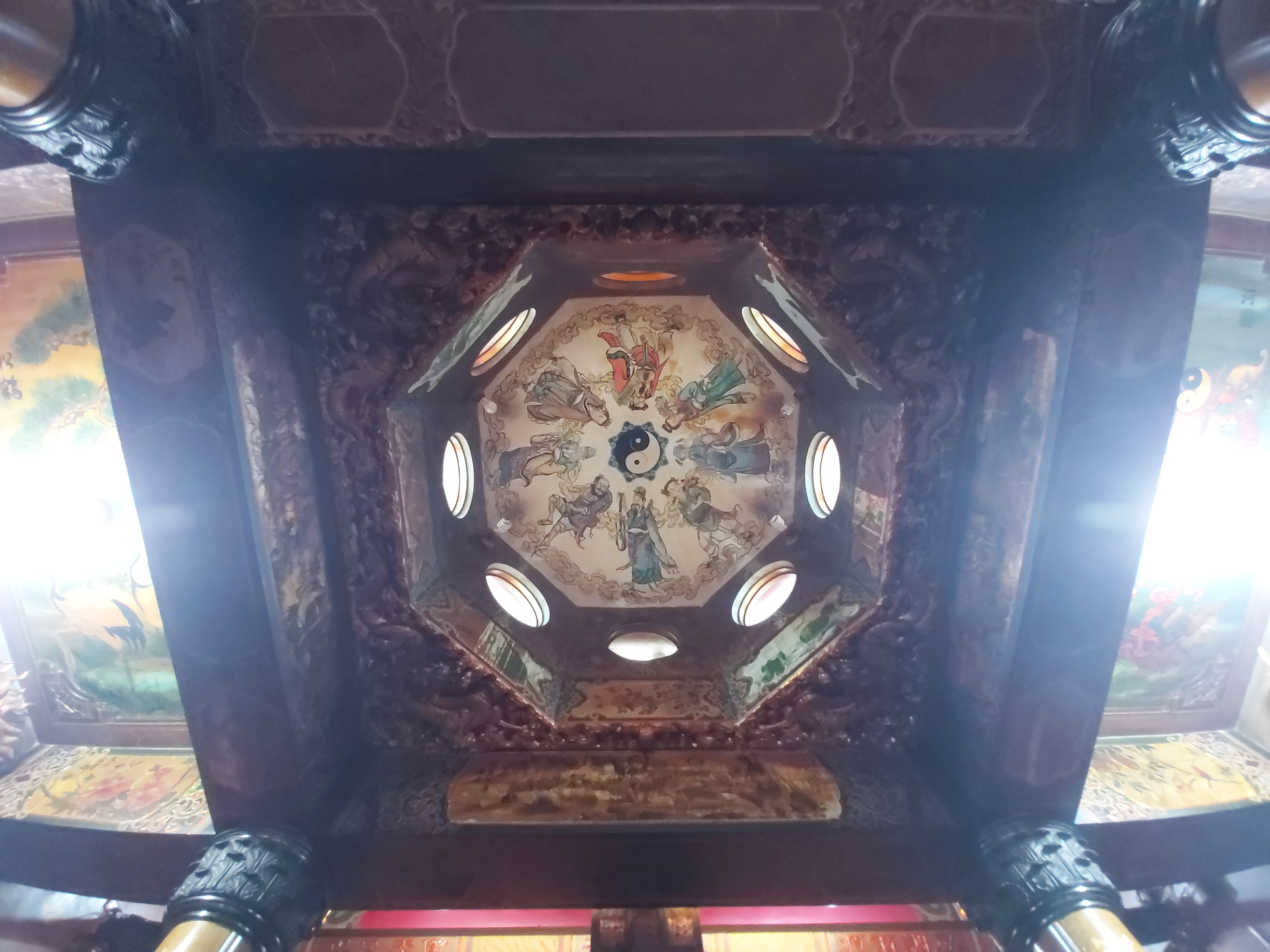
八卦藻井

## 祀神

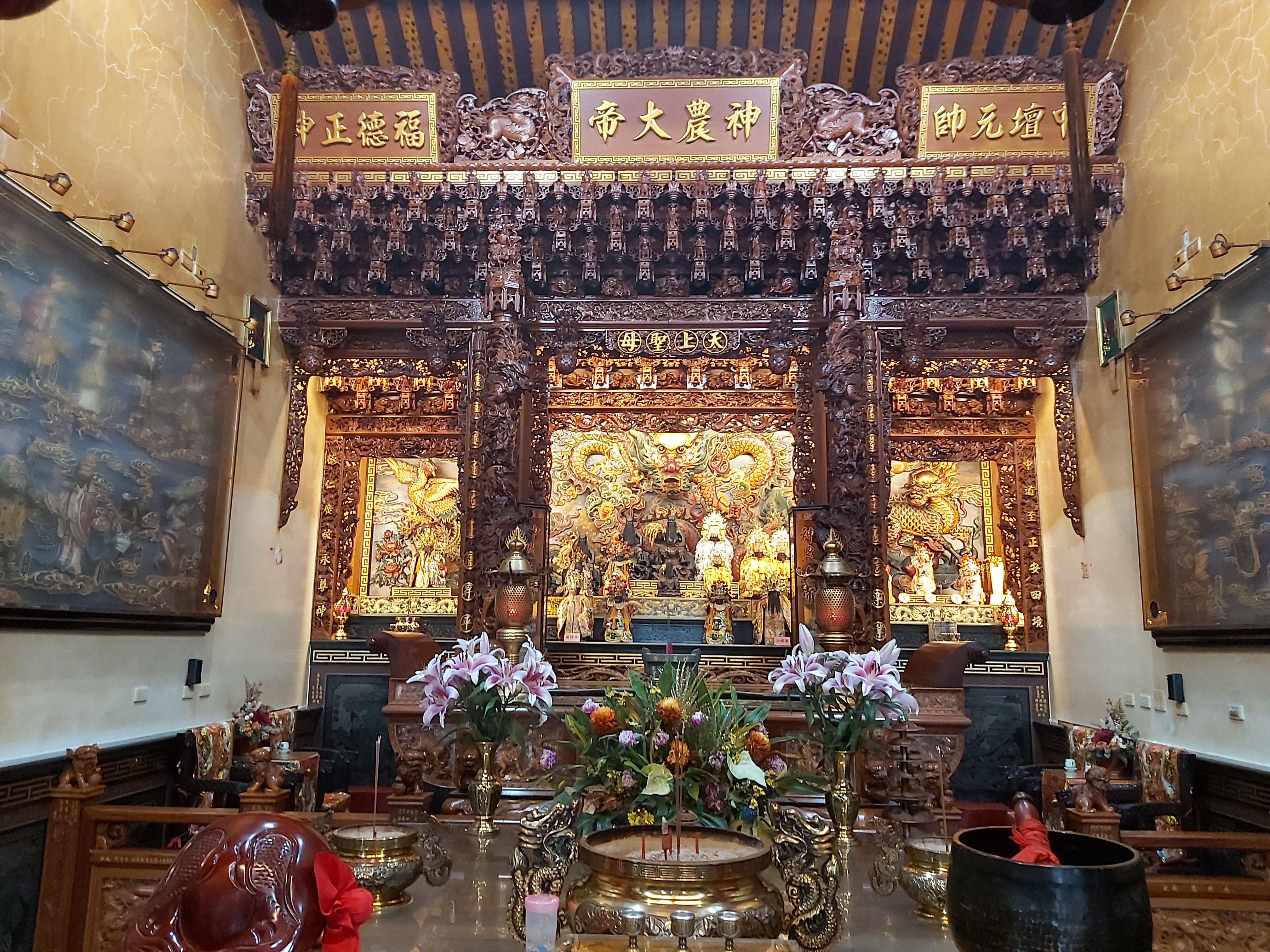
正殿神龕

左營豐穀宮主祀神農大帝和天上聖母，同祀一甲中壇元帥、福德正神、華光天王、西秦王爺，陪祀草蜢公、草蜢婆、太歲星君、五文昌帝君。

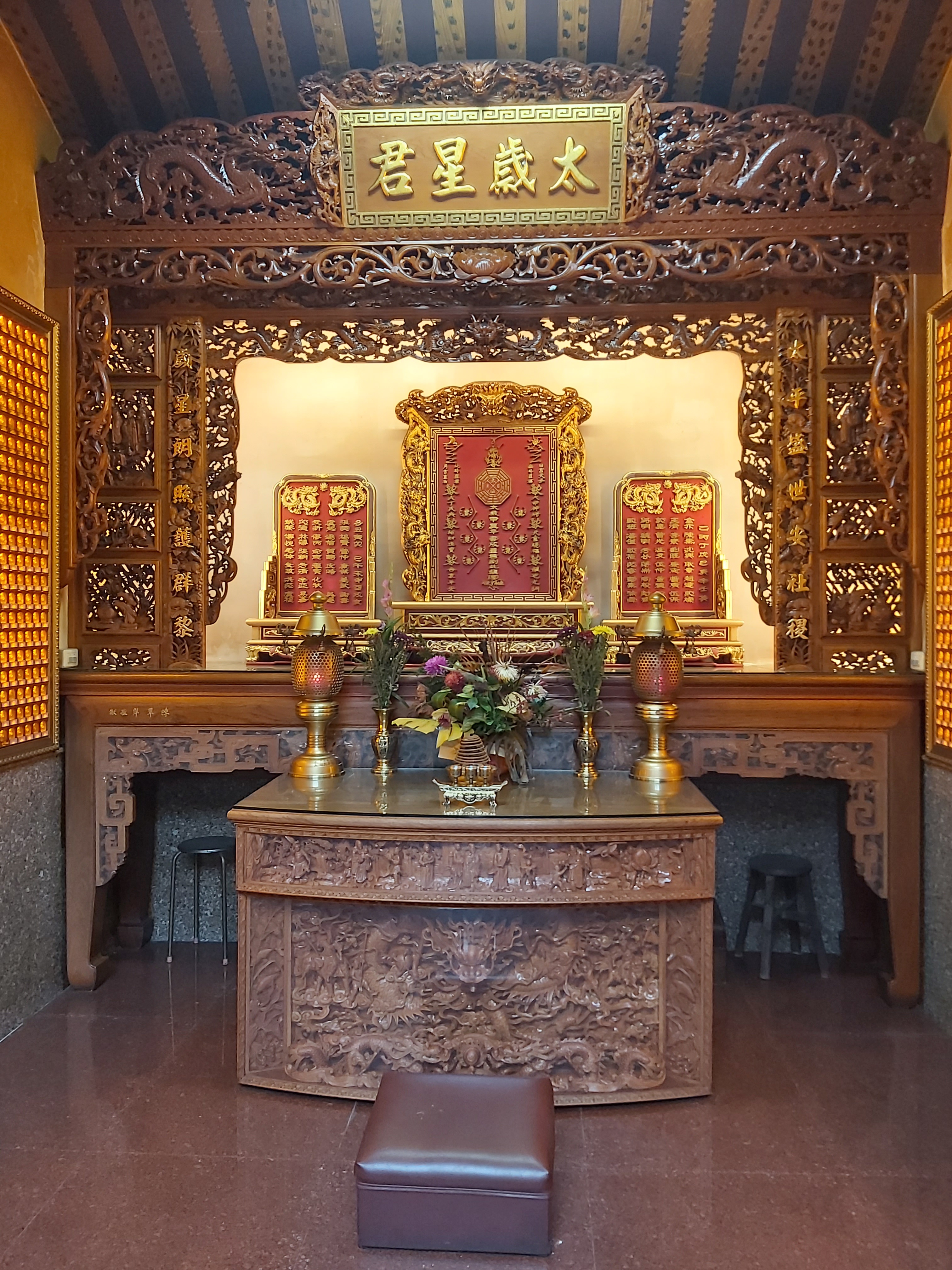
太歲星君
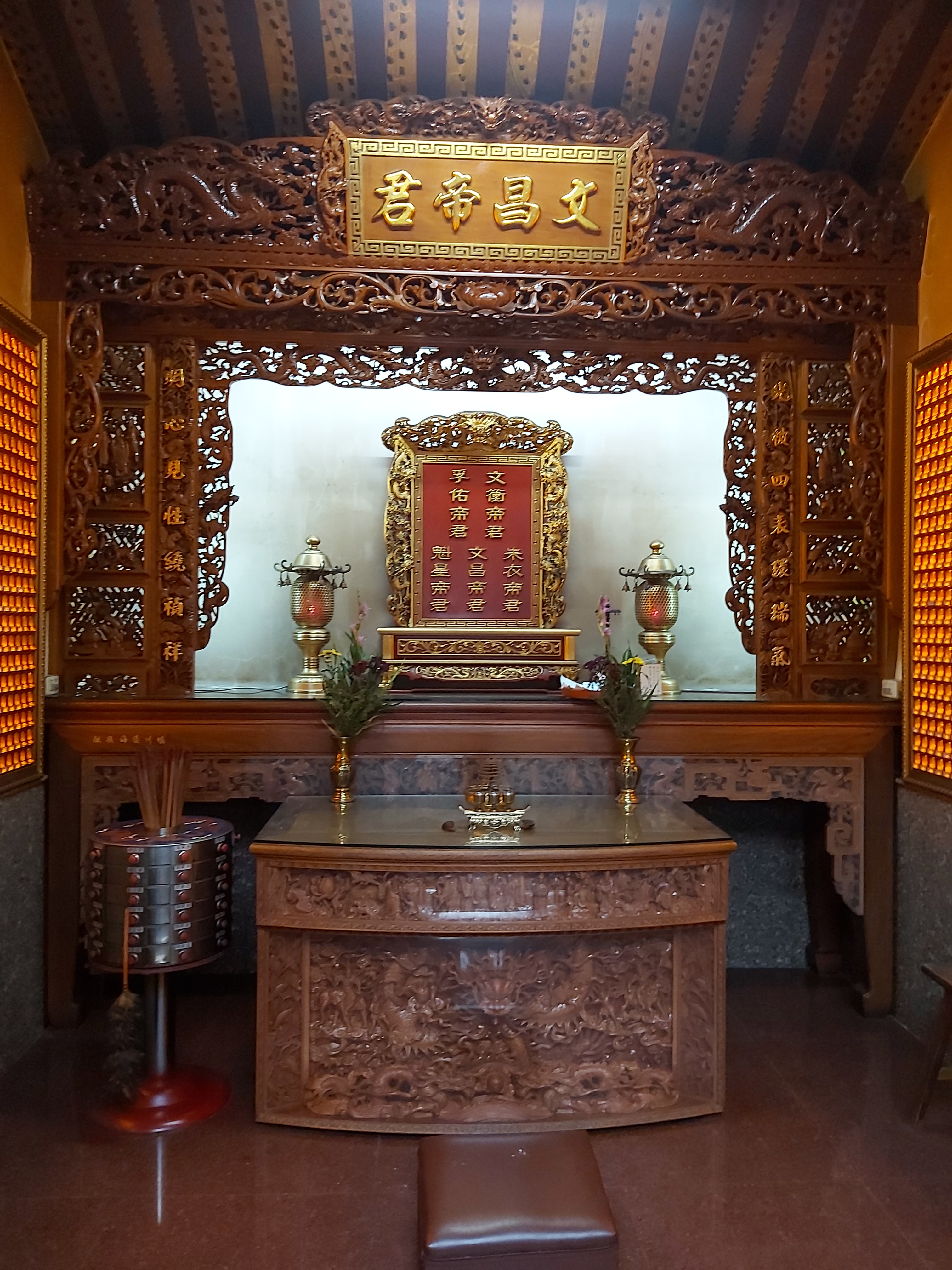
文昌帝君
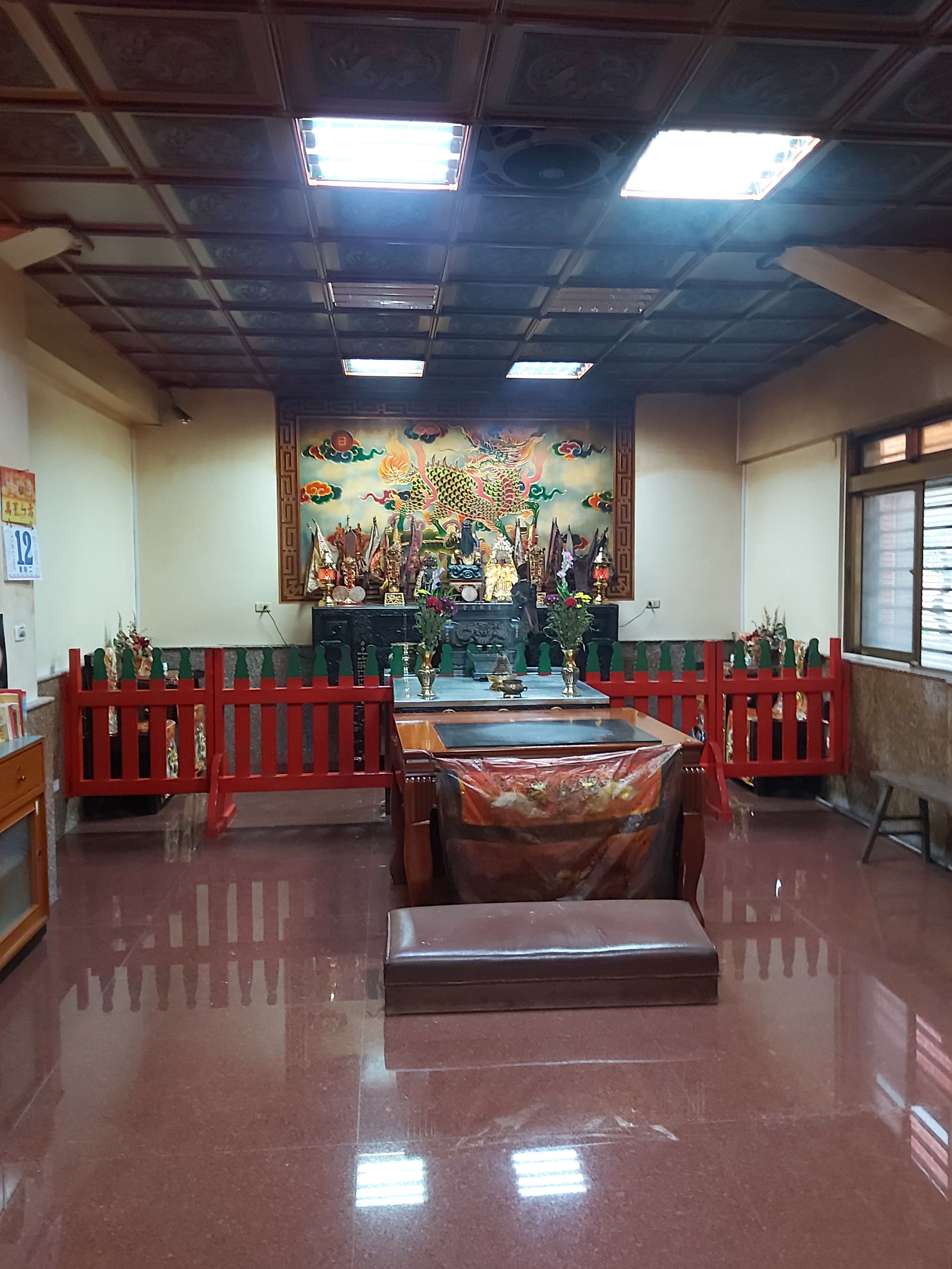
濟世堂

## 歷史文物
- 大正丙寅年石香爐
- 民國35年「稼穡始祖」匾額

## 外部連結
- 左營元帝廟|左營豐穀宮 （页面存档备份，存于）
- 左營元帝廟、左營豐穀宮 facebook
- 左營豐穀宮-文化資源地理資訊系統 （页面存档备份，存于）